# Richard Pollack
Richard M. Pollack (25 de enero de 1935) – 18 de septiembre de 2018   ) fue un geómetra estadounidense que pasó la mayor parte de su carrera en el Instituto Courant de Ciencias Matemáticas de la Universidad de Nueva York, donde fue profesor emérito hasta su muerte.

## Contribuciones
En combinatoria, Pollack publicó varios artículos con Paul Erdős y János Pach.    
Pollack también publicó artículos sobre geometría discreta.            Su trabajo con Jacob E. Goodman incluye los primeros límites no triviales sobre el número de tipos de orden y politopos,  y una generalización del teorema transversal de Hadwiger a dimensiones superiores.  Él y Goodman fueron los editores fundadores de la revista Discrete & Computational Geometry. 
En geometría algebraica real, Pollack escribió una serie de artículos con Saugata Basu y Marie-Françoise Roy,     así como un libro. 

## Premios y honores
En 2003 se publicó una colección de artículos de investigación originales en geometría discreta y computacional titulada Discrete and Computational Geometry: The Goodman-Pollack Festschrift como homenaje a Jacob E. Goodman y Richard Pollack con motivo de su 2/3. × 100 cumpleaños. 
En 2012, se convirtió en miembro de la Sociedad Estadounidense de Matemáticas. 
En octubre de 2020 se publicó un número especial conmemorativo de 556 páginas de Discrete & Computational Geometry for Pollack. 